# Терехович Леонід Никифорович
 Леоні́д Ники́форович Терехович  (26 березня 1941, Кучинівка — 22 серпня 1992, Кучинівка, Щорського району Чернігівської області) — український поет.

## Біографія
Терехович Леонід Никифорович народився 26 березня 1941 року в селі Кучинівці Щорського району (з 2020 року — Сновської міської громади Корюківського району) Чернігівської області, де й закінчив середню школу. Його дід, Яким, також писав вірші; його розстріляли 1931 року, як близького до Спілки визволення України. Батько теж писав вірші, але не відомо чи видавався.
Леонід Терехович служив в армії з 1961 по 1964 роки. Він працював на цегельному заводі, був свого часу електриком, будівельником тощо. 1968 року, коли Леонід працював завідувачем сільського клубу, він побив парторга, «обурений [його] антилюдською несправедливою позицією парторга», за це Леоніда позбавили волі на рік по 206-й статті («хуліганство») КК УРСР.
1971 року він прочитав у районній газеті повідомлення, що у Кучинівці виборці одностайно проголосували за депутата замість вибулого, хоча насправді дільниця взагалі була того дня зачинена, і 8 березня він написав про ці фіктивні вибори до Віктора Франка, коментатора радіостанції «Свобода». Лист вилучив КДБ і в поета провели обшук. Вилучили такі його вірші російською мовою як «Задолизи» (рос. Задолизы), «Про боротьбу з ідеологічними диверсіями» (рос. О борьбе с идеологическими диверсиями) та інші, які стали доказами у справі проти нього.
1 липня 1972 року судова колегія з кримінальних справ Чернігівського обласного суду у закритому судовому засіданні звинуватила Леоніда Тереховича по статті 187-1 КК УРСР («розповсюдження наклепницьких вигадок, що паплюжать радянський державний і суспільний лад») і засудила його на два роки позбавлення волі у виправно-трудовій колонії суворого режиму. Витяг із вироку:
|  | Терехович Л. Н. (…) протягом 1971–1972 років систематично слухав антирадянські передачі зарубіжних радіостанцій, став на шлях виготовлення та розповсюдження листів і віршів, у яких містяться завідомо неправдиві вигадки, що порочать радянський державний і суспільний лад. 8 березня 1971 він виготовив лист-звернення до коментатора закордонної радіостанції „Свобода“ Віктора Франка, в якому обмовляє КПРС і радянську дійсність. Потім, з метою поширення шляхом передачі його по радіостанції „Свобода“, відправив це звернення в зазначену вище радіостанцію до Швеції. У лютому —березні 1971 року він написав вірш „Задолизи“ та „Про боротьбу з ідеологічними диверсіями“, в яких зводить наклеп на КПРС, на одного з керівників КПРС, опоганює радянську дійсність… На початку 1971 написав відповідь на відкритий лист американського співака Діна Ріда А. Солженіцину і мав намір відправити цей лист за кордон. У цьому листі містяться завідомо неправдиві вигадки, що порочать радянський державний і суспільний лад, зводиться наклеп на КПРС, радянську демократію, життєвий рівень народів СРСР і нашу дійсність. Виготовив також в цей період і зберігав у себе в квартирі низку віршів наклепницького змісту. До них належать вірш, що починається словами „Дещо про рекламу…“, вірш, що починається словами „Москві український народ…“, вірш, що починається словами „Є в селі сільрада…“, „Казка про працівника балду“, „ У літературі Шолохов міг би наробити шелесту“. Вина Тереховича Л. Н. підтверджується його особистим зазнанням на судовому засіданні… До речі, листа Віктору Франку він здав на пошту в с. Кучинівка для відправки до Швеції, а вірш „Про ідеологічні диверсії“ направив до Москви громадянину Стрижку. Визнати винним і засудити Тереховича Леоніда Никифоровича за ст. 187-1 КК УРСР до 2 років позбавлення волі, з відбуттям у виправно-трудовій колонії суворого режиму. Оригінальний текст (рос.) Терехович Л. Н. (…) на протяжении 1971 — 1972 годов систематически слушал антисоветские передачи зарубежных радиостанций, встал на путь изготовления и распространения писем и стихотворений, в которых содержатся заведомо ложные измышления, порочащие Советский государственный и общественный строй. 8 марта 1971 г. он изготовил письмо—обращение к комментатору заграничной радиостанции „Свобода“ Виктору Франку, в котором клевещет на КПСС и советскую действительность. Затем, с целью распространения путем передачи его по радиостанции „Свобода“, отправил это обращение в указанную выше радиостанцию в Швецию. В феврале — марте 1971 года он написал стихотворение „Задолизы“ и „О борьбе с идеологическими диверсиями“, в которых клевещет на КПСС, на одного из руководителей КПСС, опошляет советскую действительность… В начале 1971 г. написал ответ на открытое письмо американского певца Дина Рида А. Солженицину и имел намерение отправить это письмо за границу. В данном письме содержатся заведомо ложные измышления, порочащие Советский государственный и общественный строй, возводится клевета на КПСС, советскую демократию, жизненный уровень народов СССР и нашу действительность. Изготовил также в этот период и хранил у себя в квартире ряд стихотворений клеветнического содержания. К ним относятся стихотворение, начинающееся словами „Кое-что о рекламе…“, стихотворение, начинающееся словами „Москве украинский народ…“, стихотворение, начинающееся словами „Есть в деревне сельсовет…“, „Сказка о работнике балде“, „В литературе Шолохов мог бы сделать шороху“. Вина Тереховича Л. Н. подтверждается его личным признанием в судебном заседании… Причем письмо Виктору Франку он сдал на почту в с. Кучиновке для отправки в Швецию, а стихотворение „Об идеологических диверсиях“ направил в г. Москву гр-ну Стрижко. Признать виновным и осудить Тереховича Леонида Никифоровича по ст. 187-1 УК УССР к 2 годам лишения свободы, с отбытием в исправительно-трудовой колонии строгого режима. |

Два роки він відбув у 46-й зоні (Катеринівка Сарненського р-ну), про що він згадував у чернетці листа в редакцію газети ВР «Голос України»:
| «Крутили» мене всіляко, добротно організували слідство – показання збирали ледь не по всьому Союзу, але нічого суттєвого (крім того, що було «під носом» не знайшли, тож осудили по 187-1. А спочатку була 62, потім – вже не пам’ятаю статті близько місяця намагалися провести за «агітацію та пропаганду» – не вийшло, хоч ці статті «висіли» наді мною до закінчення суда. Проте 187-1 я прийняв відразу, з самого початку слідства, чим навіть дивував КГБістів. Розрахунок був у мене простий: не затівати суперечок по малому, від чого – знав – все одно не відчепитися, проте не дати більших можливостей. По закінченню слідства звінувачення були сміхотворні, проте цілком задовольнили наш «об'єктивний» суд за участю прокурора області Єрепа. |
Уже через рік він знову був на цій зоні, але уже «з п'ятьма роками за нав'язану (…) бійку, причому винним виявився я, хоч мої дії були тільки відповіддю». 1980 року він вийшов на волю, але вже у грудні 1988 року Леоніда Тереховича, який тоді працював кіномеханіком, відправили на два роки в ЛТП (лікувально-трудовий профілакторій). Спочатку у Чернігівській області («близько місяця»), а потім до Мартусівки Бориспільського району. Там він «зненацька різко захворів („нарушение мозгового кровоснабжения“)» і його було «екстрено комісовано»:

| «Через дванадцять днів вдома удар повторився, і почались блукання по лікарням. Став добиватися визнання інвалідності — запроторили в „дурдом“[7]». |
З 1990 року він працював сторожем у Кучинівський середній школі, що стало можливим тільки завдяки втручанню Станіслава Реп'яха. Йому (як колишньому зеку) відмовляли, бо в школі зберігалася навчальна зброя.

### Смерть і вшанування пам'яті
Коли помру — це буде скоро, —

    хай пам’ять в забуття не лине…

    Можливо, хтось нап’ється з горя,

    а хтось, можливо, смачно сплюне…

    Чи пам’ятку якусь поставлять,

    чи потанцюють на могилі, —

    нехай знеславлять чи ославлять

    ненависні мої та милі…

    Чи викличу сльозу дівочу,

    чи матюкне ровесник гидко, —

    по смерті одного лиш хочу:

    аби не позабули швидко 
Леонід Терехович, 27 липня 1992 року
Помер Терехович 22 серпня 1992 року. Похований у рідному селі Кучинівка.
Незадовго до смерті він був жорстоко побитий міліціонерами на вокзалі м. Щорс. Павло Повод описав це так:
| «„Скінчиться все в обшарпанім хліві, де ще стоїть моє стареньке ліжко“ — пророче писав поет. Там його і знайшли. Мертвим. Перед цим він завітав до редакції райгазети (тут його добре знають) і стиха мовив, що його побила міліція на вокзалі. За що? По смерті лікарі встановили: помер тому, що серце зупинилось. І винних немає… Воно й справді, бо неволя забрала не тільки кращі роки, а й здоров'я — разом з довідкою про звільнення видали йому цілу купу довідок про хвороби». |
Про те, що його «підступно вбито» писав і журналіст Сергій Павленко.
Увічненням пам'яті поета займаються Аркадій Семенович Натаріус та Павло Дмитрович Семененко. В 1992 році на могилі поета було встановлено хрест (ідея тодішнього редактора незалежної газети Чернігівщини «Громада» Віталія Москаленка, реалізація — П. Семененка). У вересні 2008 року Аркадій Натаріус та Павло Семененко встановили металеву табличку із епітафією для поета:
«Лупайте сю скалу!» І.Франко

І ти лупав… І ти здолав її.

Вічна пам'ять і слава тобі, Леоніде

## Творчість
Леонід Терехович майже все життя писав російською. Тільки в останні роки свого життя, після знайомства зі Станіславом Реп'яхом, він почав писати українською. С. Лащенко зауважив, що Л. Терехович «писав так, що його з упевненістю можна було б назвати чернігівським Стусом».
(…)

Нам треба свідомо ставати на муку,

порвать по живому, щоб вийти з пітьми...

Лише б не забути святої науки —

в нелюдських умовах зостатись людьми.
Леонід Терехович, 31 грудня 1991 року
В 1990 році він надіслав до незалежної газети Чернігівщини «Громада» декілька коротеньких віршиків, «на злобу дня», про які Віталій Москаленко написав: «Всього 121 вірш. Це були вірші поета!».
15 травня 1991 року вперше прозвучали по чернігівському радіо вірші Леоніда Тереховича.
Посмертно, в 1993 році, було видано першу і єдину збірку «Свідомо став на муку». Книга була видана за кошти спонсора редакцією газети «Громада».
Планувалася до друку двомовна його збірка, яка б містила й вірші діда, Якима Тереховича, але цю ідею так і не було втілено у життя.
У першому номері альманаху «Літературний Чернігів» за 1993 рік було опубліковано ще 18 віршів Леоніда Тереховича: «Що ж зоставляєм?..», «Питання…», «Відсвітили сонячнії мрії», «Завіяло, закружляло», «Тягар», «Не набивайте клепок в мою голову», «Що ж, напевно, ще не згуба», «Доля — вельми іронічна дама» (усі датовані жовтнем 1990 року), «Догорає знесилено ватра», «В цю поруху, від розпачу чорну» (листопад 1990 року), «Дайош консолідацію!» (січень 1991 року), «Поставлена крапка остання» (березень 1991 року), «Не підбиваю „в ногу“ крок», "Іду на побачення з богом (травень 1991 року), «Ветеринар по духу і диплому» (березень 1992 року), «Тарасу Мельничуку» (недатований), «Ніч блискавкою пощербатить», «Якісь солодкі спогади» (липень 1992 року).
У другому номері наукового журналу «Сіверянський літопис» (Чернігів) за 1995 рік було опубліковано його вірш «У словесах» (1991).
Ще шість віршів було опубліковано в інтернет-виданні газети «Високий Вал»: «Долг и плата» (1988?), «Я зацікавивсь словниками…» (травень 1991 року), «Ще не пора…» (жовтень 1991 року), «БатьківщИна чи БАтьківщина?» (листопад 1991 року), «Новорічна фантасмагорія» (січень 1992 року), «Я двічі зі смертю був око на око» (1992).
Павло Солодовник, земляк Леоніда Тереховича, писав про його творчість так:
| «Читаючи вірші Леоніда Никифоровича стає зрозумілим, чого його боялася тодішня еліта. По-перше, він писав правду; по-друге, писав майстерно; і найголовніше, по-третє — писав зрозумілою не лише високоосвіченій людині, а і кожному колгоспнику мовою. Результат — „ворог народу“. Я знаходжу спільні паралелі між Тереховичем та Володимиром Висоцьким. Дуже багато спільного є у цих двох геніїв. І я не боюся порівнювати свого односельчанина з людиною, яка відома на весь світ. Бо ж Леонід Никифорович також заслуговує на визнання, хай хоч і після смерті.» |